# Jan Turovski

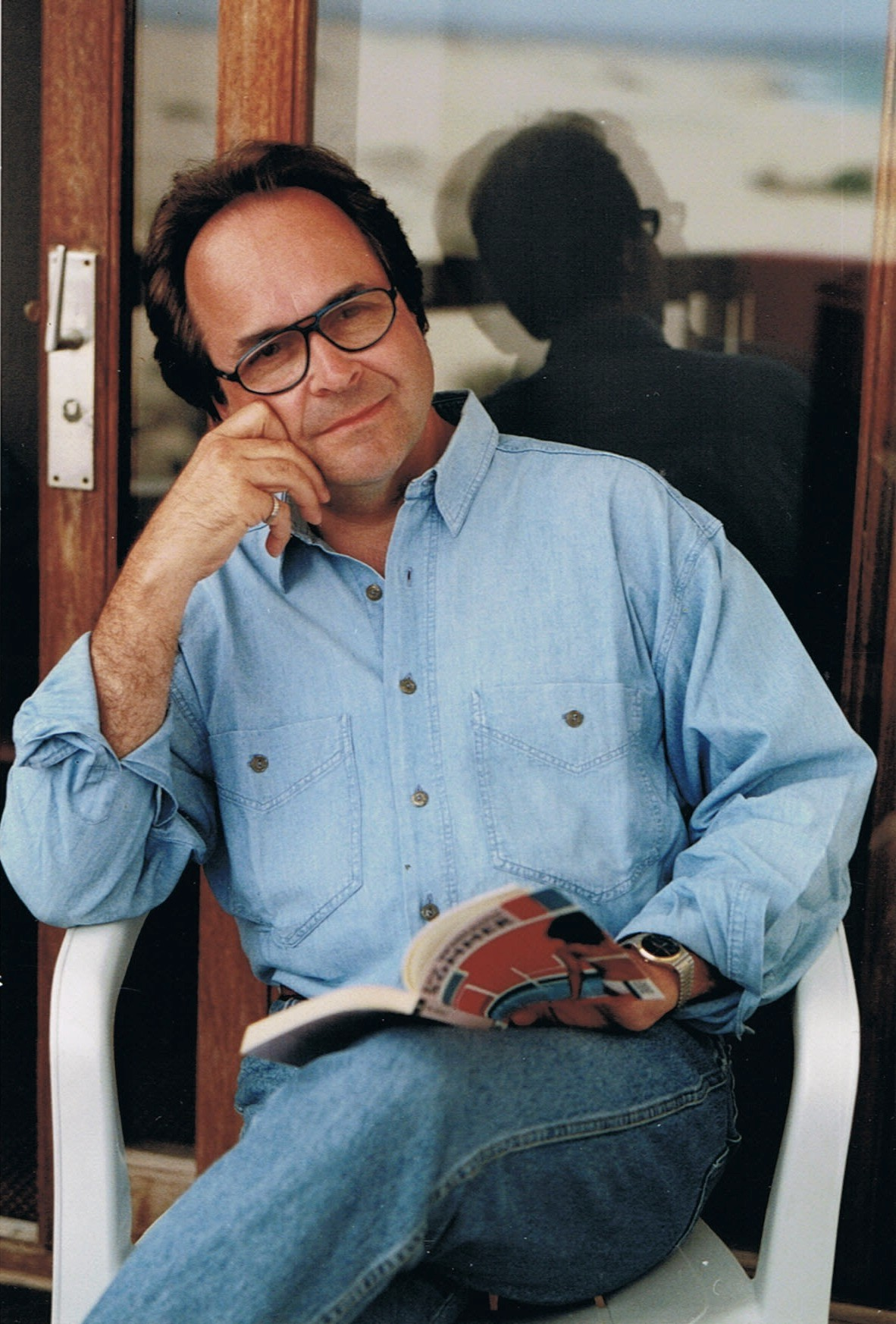
Jan Turovski

Jan Turovski (* 2. Juli 1939 in Bielefeld; † 20. April 2025 in Bonn) war ein deutscher Schriftsteller. Seit seinem Erstlingsroman Die Sonntage des Herrn Kopanski von 1988 veröffentlichte er zahlreiche Romane, Gedichte und Kurzgeschichten.

## Leben
Nach dem Besuch eines naturwissenschaftlichen Gymnasiums (Pädagogium Godesberg) absolvierte Turovski eine kaufmännische Ausbildung und eine Gesangsausbildung Oper. Nationale und internationale Bühnentätigkeit (1972–1997, Italienisches Fach, z. B. in der Rolle des Cavaradossi in Tosca). Zudem besuchte er Kurse an der University of Cambridge und erwarb das Cambridge University Certificate of Proficiency in English sowie das Cambridge Diploma in English Language und Contemporary literature. Er arbeitete während seiner Zeit in England auch als student trainee beim Londoner Nobelkaufhaus Selfridges Ltd. Danach wechselte er nach Paris, wo er am Collège de France Literaturvorlesungen hörte und an der Sorbonne Kurse besuchte. Er erwarb das Sorbonne Diplôme de langue et civilisation françaises und die Lettres modernes.
1988 erschien Turovskis spätes Romandebüt Die Sonntage des Herrn Kopanski im renommierten Züricher Verlagshaus Benziger. Er veröffentlichte seitdem, zum Teil auch in englischer und französischer Sprache, Gedichte, Kurzgeschichten und Romane. Letztere wurden seit 2013 vorwiegend von Klaus Servene herausgegeben. Daneben arbeitete Turovski an die horen, The London Magazine, verschiedenen Lyrik-Anthologien, sowie Rowohlts Don-Juan-Anthologie Geschichten zwischen Liebe und Tod mit. Zudem veröffentlichte er Rezensionen und andere Beiträge in Zeitungen und Zeitschriften. Turovski hielt sich wiederholt für längere Zeit in den USA auf.
2023 erhielt der Autor eine schwerwiegende Diagnose. Dennoch hielt er an seinem Ziel, der möglichst vollständigen Herausgabe seiner Werke, fest. Nur wenige Wochen vor seinem 86igsten Geburtstag erlag er jedoch seiner schweren Erkrankung. Jan Turovski wurde im engsten Familienkreis auf dem Bonner Waldfriedhof Heiderhof bestattet, wie die Familie verlautbarte.

## Auszeichnungen
- Granta-Preis des Literaturmagazins der Universität Cambridge für die Kurzgeschichte Purgatory,
- Granta-Preis des Literaturmagazins der Universität Cambridge für die Kurzgeschichte The Witness
- Granta-Preis des Literaturmagazins der Universität Cambridge für die Kurzgeschichte Blue Glass.
- Prix Littéraire Européen Arthur Rimbaud 2000 für die unveröffentlichten Manuskripte des Romans Sophie fatale ... und der Gedichtsammlung Die blaue Provinz.

## Werke
- Die Sonntage des Herrn Kopanski, (Roman), Zürich: Benziger, 1988, ISBN 3-545-36460-7[4]; Neuauflage, Hamburg: edition andiamo, 2018, ISBN 978-3-7460-4307-4
- Der Rücken des Vaters, (Roman), Sankt Augustin: Avlos, 1995; Neuauflage, Mannheim: Andiamo Verlag, 2013, ISBN 978-3-936625-76-9[5]; Neuauflage, Bonn / Hamburg: édition LesMots in der edition andiamo, 2024, ISBN 978-3-7597-0865-6
- Vor(w)orte der Liebe, (Gedichte), Sankt Augustin: Avlos, 1997
- Sweet Home, (Kurzgeschichten), Sofia: Izd. Atelie AB, 2002
- Berni, Bastian und Therese, (Novelle), Bonn: Bouvier, 2012, ISBN 978-3-416-03355-8
- Sophie fatale ..., (Roman), Mannheim: Andiamo Verlag, 2014, ISBN 978-3-936625-75-2[6][7], Neuauflage 2024, edition andiamo, ISBN 978-3-759782-66-3
- Das sprichwörtliche Leben, (Roman), Mannheim: Andiamo Verlag, 2014, ISBN 978-3-936625-77-6[8][9]; Neuauflage, Bonn / Hamburg: édition LesMots in der edition andiamo, 2025, ISBN 978-3-769392-8-38
- Der lange Arm, (Roman), Mannheim: Andiamo Verlag, 2015, ISBN 978-3-936625-64-6[10][11]
- Almuts Affären, (Roman), Mannheim: Andiamo Verlag, 2015, ISBN 978-3-936625-78-3[12][13]
- Millingers Bart, (Roman), Mannheim: Andiamo Verlag, 2016, ISBN 978-3-936625-79-0[14][15]
- Polnische Dörfer, (Roman), Mannheim: Andiamo Verlag, 2016, ISBN 978-3-936625-80-6[16][17]
- Der Fall Odile Féret, (Roman), Mannheim: Andiamo Verlag, 2017, ISBN 978-3-936625-85-1[18][19]
- Kopanski kehrt zurück (Roman), Hamburg: edition andiamo, 2018, ISBN 978-3-7460-8074-1[20]
- Madame Bourgin (Roman), Hamburg: edition andiamo, 2018, ISBN 978-3-7481-1246-4[21][22]
- Nowhere Point (Roman), edition andiamo, 2020, ISBN 978-3-7504-5811-6[23][24]
- Die Spur der Louise B. (Roman), edition andiamo, 2020, ISBN 978-3-7519-7408-0[25][26]
- Fünfter Bezirk (Paris-Gedichte), edition andiamo, 2020, ISBN 978-3-7526-7943-4[27][28]
- Das rote Bonbon (Short Stories), edition andiamo, 2021, ISBN 978-3-7534-3083-6[29][30]
- Lea, Leona ... (Roman), edition andiamo, 2021, ISBN 978-3-7543-6880-0[31][32]
- Café noir & Under-Ground - Paris-Stories, London-Stories, edition andiamo, 2022, ISBN 978-3-7557-9395-3
- Die Frau aus dem Plakat (Roman), edition andiamo, 2022, ISBN 978-3-7562-9175-5[33][34]
- Die blaue Provinz (Gedichte), edition andiamo, 2023, ISBN 978-3-7578-3108-0
- Chicago-Pizza, Geschichten aus Amerika, edition andiamo, 2023, ISBN 978-3-7578-9887-8[35][36]
- Joy und Nackt und Nebel (Zwei Kurzromane), edition andiamo, 2023, ISBN 978-3-7583-8590-2[37]
- Der kleine Idiot (Roman), edition andiamo, 2024, ISBN 978-3-7583-9342-6